# Oxyrhachis niger
Oxyrhachis niger är en insektsart som beskrevs av Capener 1960. Oxyrhachis niger ingår i släktet Oxyrhachis och familjen hornstritar. Inga underarter finns listade i Catalogue of Life.